# ویلا بیسکوسی
ویلا بیسکوسی (به ایتالیایی: Villa Biscossi) یک کومونه در ایتالیا است که در استان پاویا واقع شده‌است. ویلا بیسکوسی ۵٫۰ کیلومتر مربع مساحت و ۷۴ نفر جمعیت دارد.